# راناواو
راناواو (به انگلیسی: Ranavav) یک منطقهٔ مسکونی در هند است که در Ranavav Taluka واقع شده‌است. راناواو ۴۶٬۰۱۸ نفر جمعیت دارد و ۴۰ متر بالاتر از سطح دریا واقع شده‌است.